# Mario Abbiate
Mario Abbiate, né le 14 février 1872 à Gênes et mort le 5 juin 1954 à Milan, est un homme politique italien. Il est ministre de l'industrie, du commerce et du travail du royaume d'Italie dans le gouvernement Nitti II.

## Biographie
Mario Abbiate naît le 14 février 1872 à Gênes. Ses parents sont Giuseppe Abbiate, qui à l'âge de 17 ans s'enfuit du séminaire de Vercelli pour suivre Giuseppe Garibaldi comme volontaire dans l'expédition des Mille, et Erminia Montalenti, tous deux originaires de Caresana dans la province de Vercelli. À Caresana, ils sont propriétaires d'une importante entreprise agricole spécialisée dans la culture du riz.
Mario Abbiate étudie le droit à l'université de Rome, où il obtient son diplôme à l'âge de 20 ans. Il s'installe ensuite à Milan, où il exerce le droit dans le cabinet de l'honorable M. Canetta. En 1900, il est appelé à rejoindre la Société de secours mutuel et la Ligue nationale des coopératives. En 1903, il est nommé au Conseil supérieur du travail. Dans ce corps, il est chargé de l'enquête sur les mines de soufre en Sicile et sur le travail de nuit des boulangers.
Il représente l'Italie aux congrès internationaux de la mutualité en 1903, 1905 et 1907 et, en 1906, il devient secrétaire général de la Fédération internationale de la mutualité. En 1909, il est élu député de Vercelli dans les rangs de la coalition libérale-démocrate, battant le candidat conservateur. Lors des élections politiques suivantes, en 1913, il est battu par le candidat socialiste. À la Chambre, il est membre du groupe radical.
En 1917, le couple Mario Abbiate et Rosa Cambiaghi achète à Edoardo Rossi la villa de Buscate, qui date du XVIIe siècle, ainsi que les propriétés attenantes et crée une solide entreprise agricole qui introduit la culture du riz dans la région (en profitant de la disponibilité de l'eau du canal Villoresi) et l'élevage intensif de bovins (Stallone). Le 6 octobre 1919, Mario Abbiate est nommé sénateur du Royaume. Il rejoint le groupe parlementaire de l'Union sociale-démocrate.
En 1920, il est nommé ministre de l'industrie et du commerce dans le gouvernement Nitti II. La même année, il devient ministre du travail et de la sécurité sociale. Il reste en fonction pendant quelques jours jusqu'à la démission de Nitti le 15 juin 1920. En novembre 1924, il rejoint l'Union nationale de Giovanni Amendola et fait partie du groupe parlementaire en cours de formation. Sur les bancs du Sénat, il est un adversaire déterminé du régime fasciste : le 3 janvier 1925, il est l'un des trois seuls sénateurs à dénoncer la responsabilité de Mussolini dans l'assassinat de Giacomo Matteotti.
En 1946, il est nommé au Conseil national et prend part au grand débat sur la nouvelle Charte constitutionnelle. Au cours de la première législature républicaine, il devient membre du Sénat de la République sur la base de la disposition transitoire III de la Constitution. Il devient président de la société Montecatini, succédant à l'ingénieur Guido Donegani. Entre 1948 et 1953, il est nommé président de la société Assicurazioni Generali. Il meurt en 1954 et est inhumé dans la chapelle familiale du cimetière de Caresana.